# Hennegras
Hennegras (Calamagrostis canescens) is een vaste plant uit de grassenfamilie (Poaceae) van natte, voedselarme bodems, en die voorkomt in Midden-Europa en West-Siberië.

## Naamgeving enetymologie
- Synoniemen: Arundo canescens Web., Calamagrostis lanceolata Roth.
- Frans: Calamagrostide blanchâtre
- Duits: Sumpf-Reitgras

De geslachtsnaam Calamagrostis is afgeleid van het Oudgrieks κάλαμος, kalamos (riet) en van het geslacht Agrostis (struisgras), omdat de vertegenwoordigers van dit geslacht kenmerken van beide hebben. De soortaanduiding canescens is Latijn en betekent 'wit of grijs behaard', naar de wit behaarde bladeren.

## Determinatie
Hennegras is een overblijvend gras met lange, ondergrondse wortelstokken, dat dichte zoden vormt en 60–150 cm hoog kan worden. De stengels dragen 3–5 knopen en voelen, behalve net onder de bloeiwijze, ruw aan. De bladeren zijn tot 40 cm lang en 3–6 mm breed, vlak of licht opgerold, glanzend lichtgroen, aan de beide zijden ruw aanvoelend, aan de bovenzijde en de top wit behaard. De bladscheden zijn glad en onbehaard. Het tongetje (ligula) is 2–5 mm lang.
De bloeiwijze is een losse tot compacte, 10–25 cm lange, rechtopstaande pluim met tot 8 cm lange zijtakken die in groepjes van 3–5 samen staan. In bloei staan de zijtakken wijd open en hangen over.
De aartjes zijn 4,5–6 mm lang, lichtgroen of lichtpaars gekleurd. De kelkkafjes zijn bijna gelijk, het onderste is iets groter, 4,5–6 cm lang en eennervig. Het lemma of onderste kroonkafje is 2–2,5 mm lang, breed lancetvormig, meestal 5-nervig en draagt aan de voet een bosje dichte haren en aan de top een zeer korte kafnaald.
De vrucht is een graanvrucht.
De plant bloeit van juni tot juli.

## Ecologie
Hennegras groeit voornamelijk op natte, oligotrofe bodems in graslanden, veenmoerassen, elzenbroekbossen en kapvlaktes.

### Syntaxonomie
Hennegras is een kensoort voor de klasse van elzenbroekbossen (Alnetea glutinosae).

## Verspreiding
Het verspreidingsgebied van hennegras omvat vrijwel alle gebieden met een gematigd en subarctisch klimaat in Centraal-Europa en West-Siberië.
In Nederland is de soort algemeen in de Pleistocene districten, vrij algemeen in het Laagveendistrict, en elders zeldzaam.
... · C. arundinacea (bosstruisriet) · C. canescens (hennegras) · C. × calammophila (noordse helm) · C. epigejos (duinriet) · C. pseudophragmites (rivierstruisriet) · C. purpurea (purper struisriet) · C. stricta (stijf struisriet) · C. varia (bergstruisriet) · C. villosa (veenstruisriet) ·  ...